# Kagraner Platz (métro de Vienne)
Kagraner Platz (en allemand : U-Bahn-Station Kagraner Platz) est une station de la ligne U1 du métro de Vienne. Elle est située sur la Wagramer Straße, entre Donaufelder Straße et Doningasse, dans le quartier Kagran (de), sur le territoire du XXIIe arrondissement Donaustadt, à Vienne en Autriche. 
Mise en service en 2006, la station est desservie par les rames de la ligne U1 du métro de Vienne. Elle est en correspondance avec la ligne 26 du tramway de Vienne.

## Situation sur le réseau

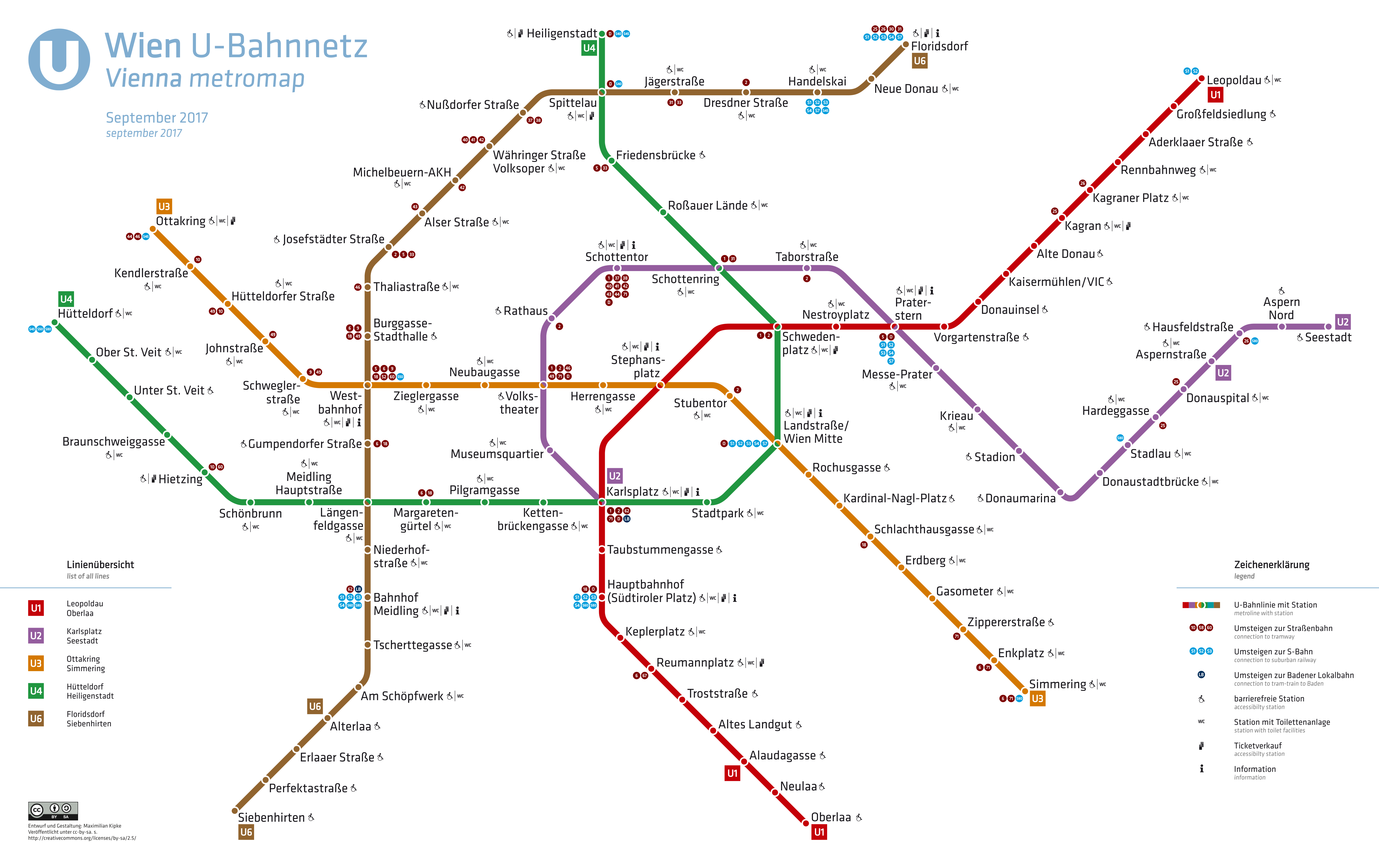
Plan du métro (2017).

Établie en souterrain à 13 mètres de profondeur, Kagraner Platz est une station de passage de la ligne U1 du métro de Vienne, elle est située entre la station Kagran, en direction du terminus sud Oberlaa, et la station Rennbahnweg, en direction du terminus nord Leopoldau. 
Elle dispose d'un quai central encadré par les deux voies de la ligne.

## Histoire
La station Kagraner Platz est mise en service le 2 septembre 2006, lors de l'ouverture à l'exploitation du prolongement de Kagran à Leopoldau.

## Services aux voyageurs

### Accès et accueil
La station dispose d'accès, le principal sur la Donaufelder Straße nord et le secondaire sur la Donaufelder Straße sud, elles sont équipées d'escaliers fixes et d'escaliers mécaniques. Des ascenseurs permettent l'accessibilité aux personnes à la mobilité réduite.

Installations
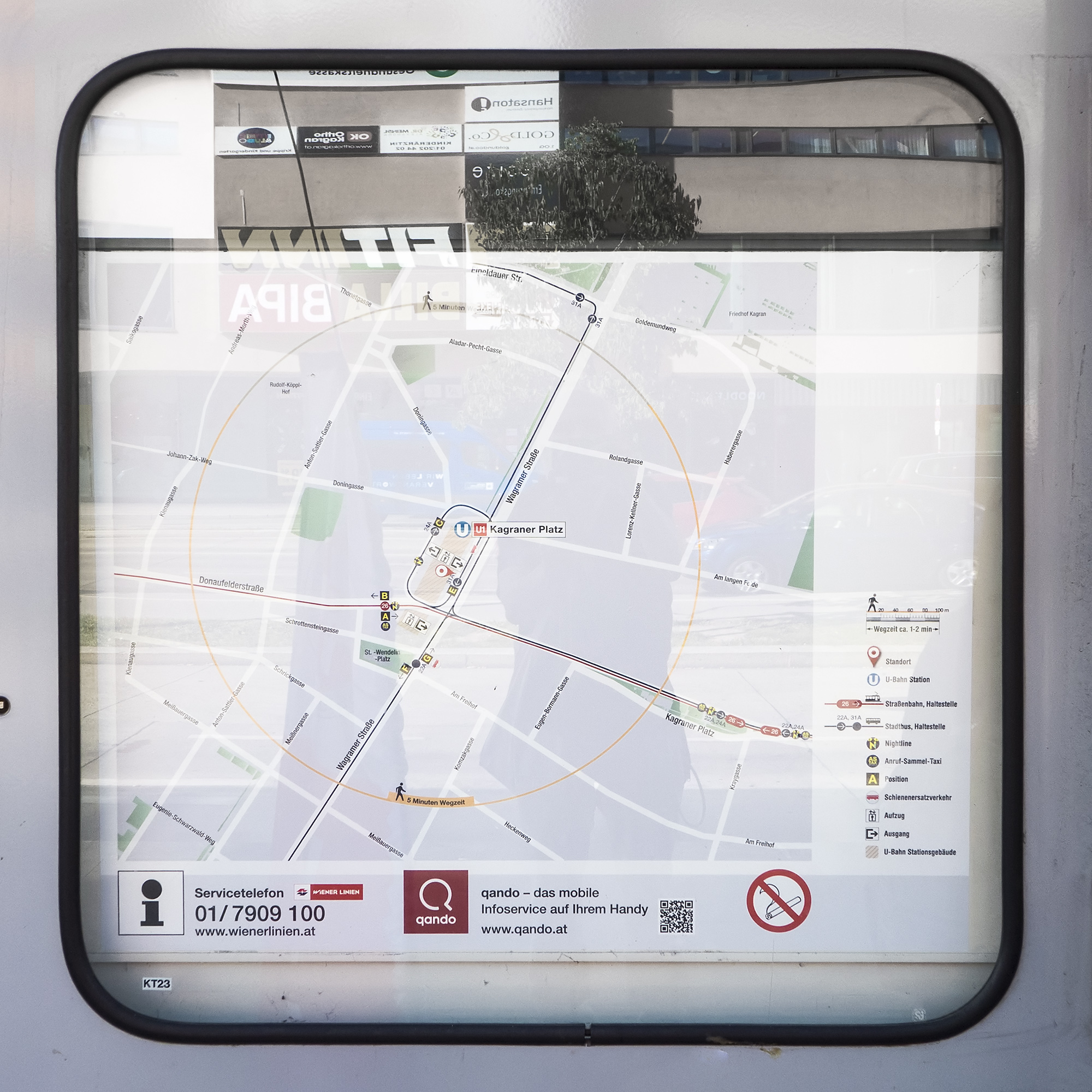
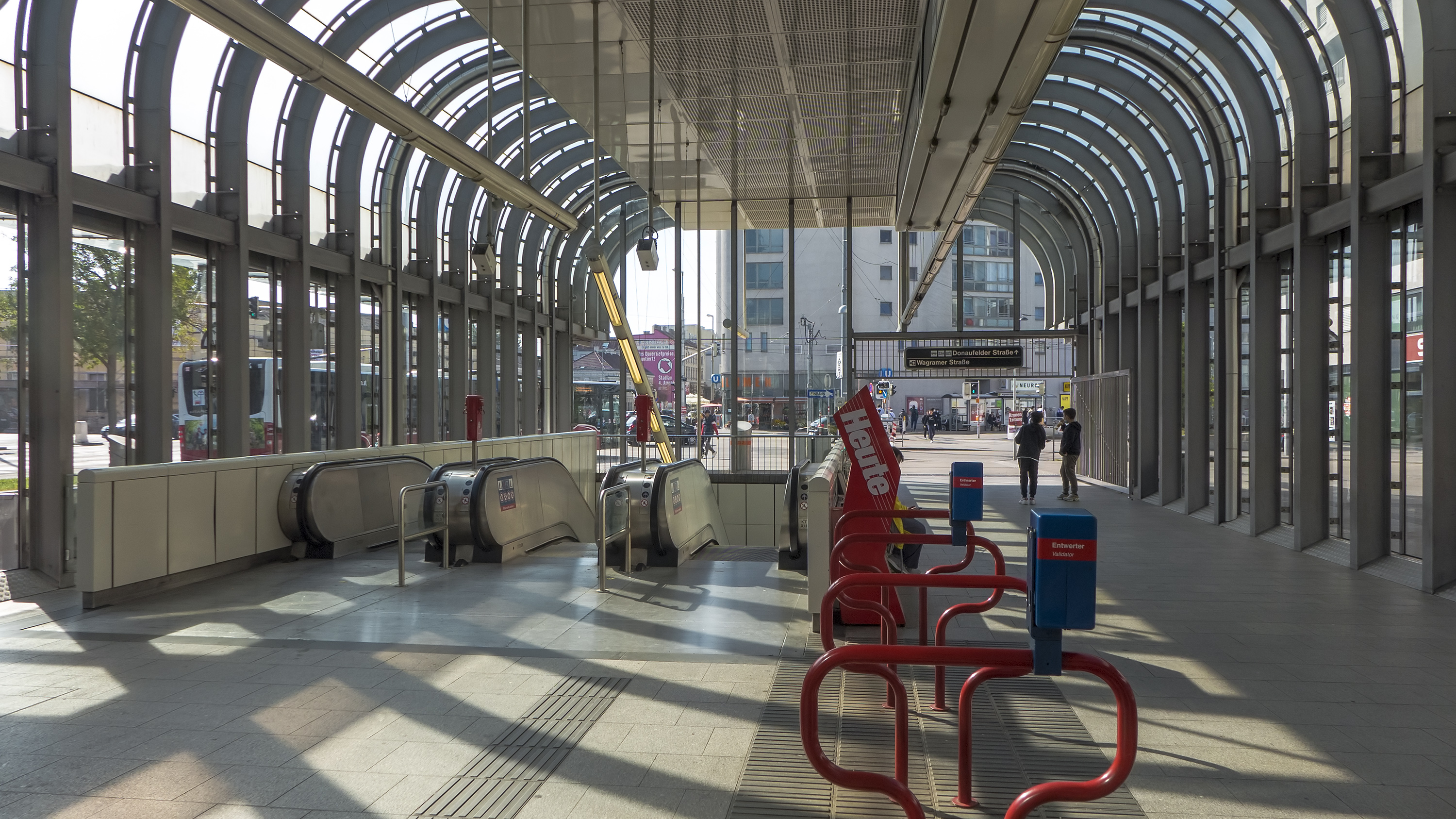
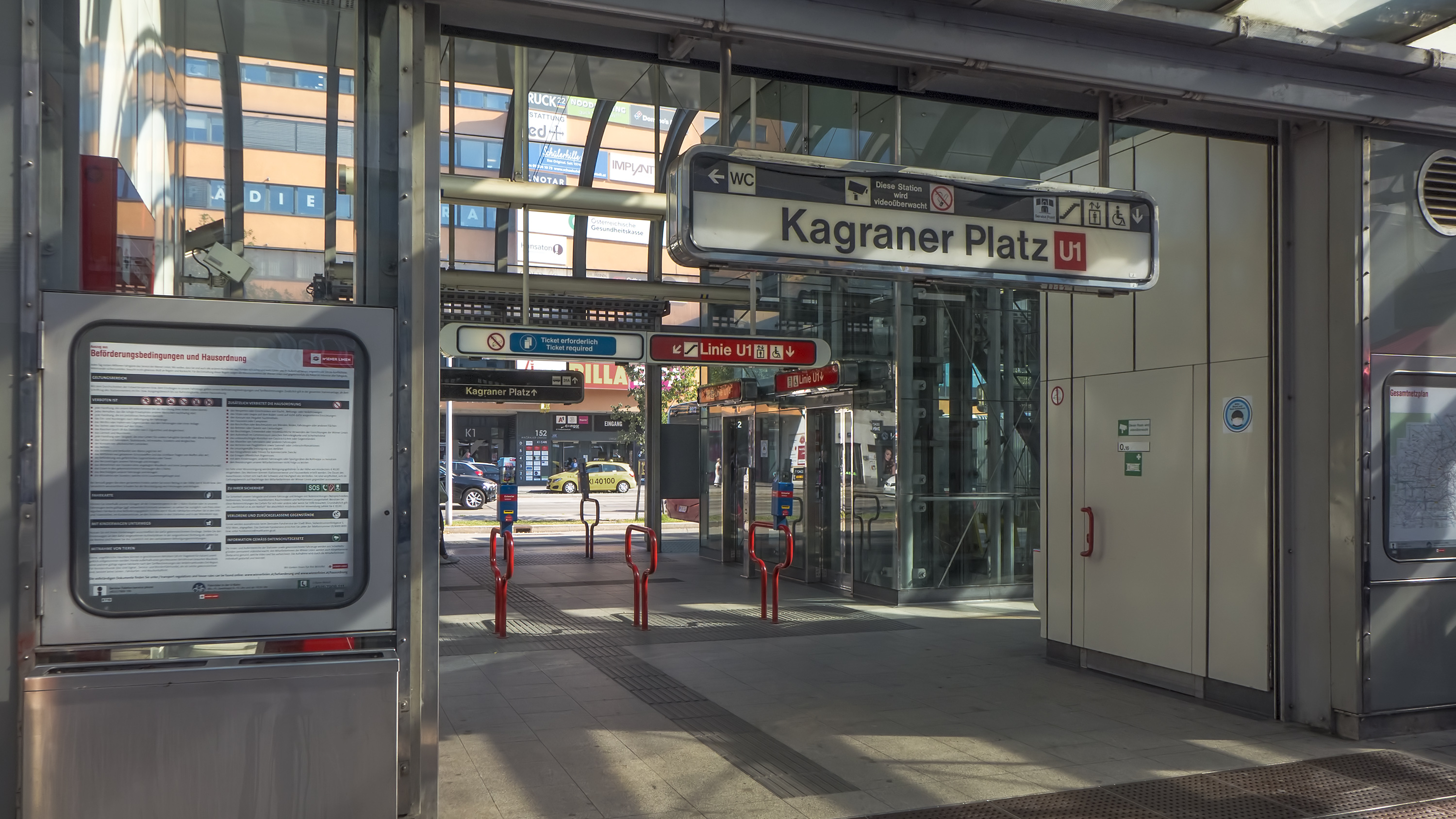

### Desserte
Kagraner Platz est desservie par les rames de la ligne U1 du métro de Vienne.

Installations et desserte
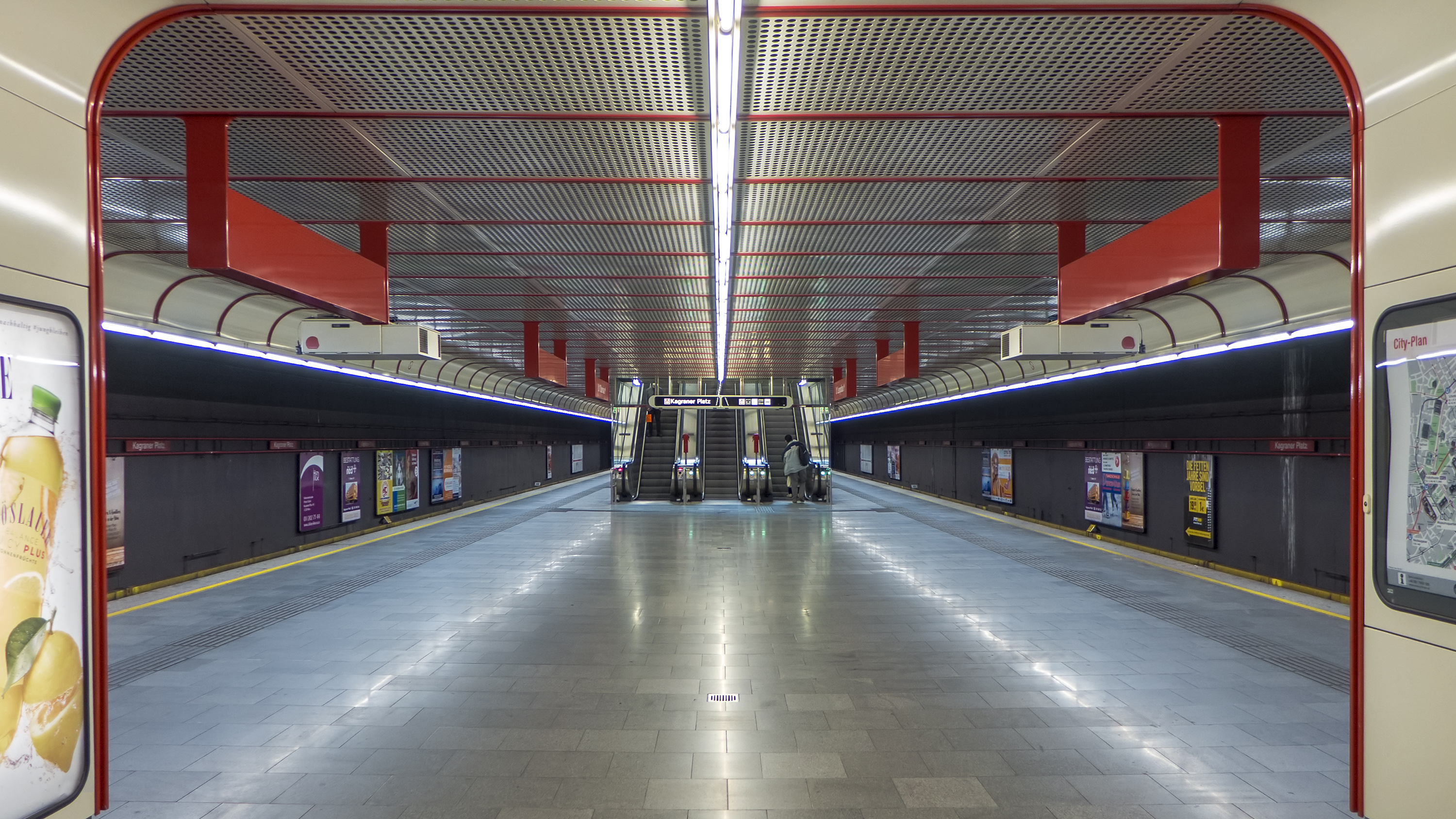
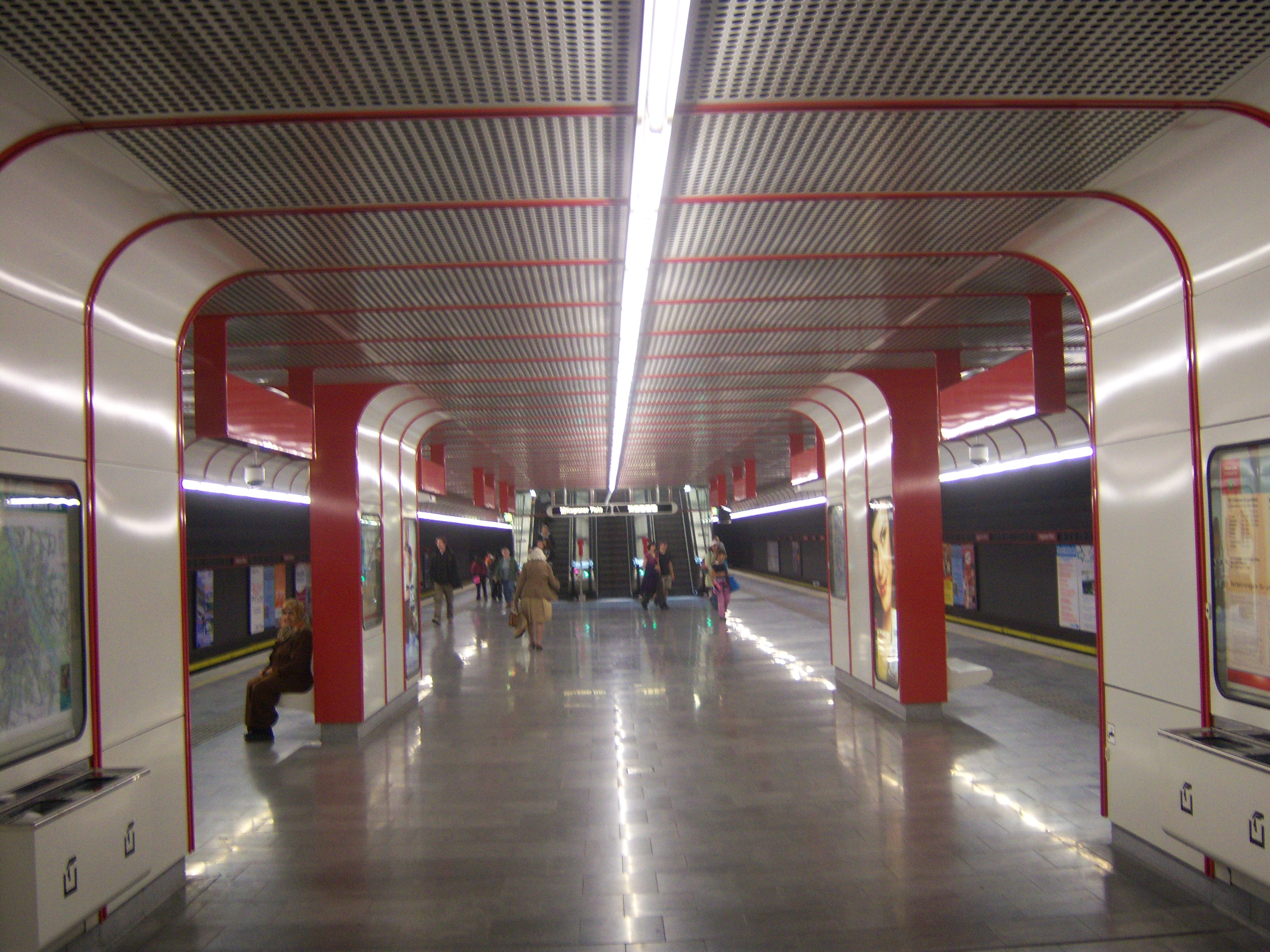
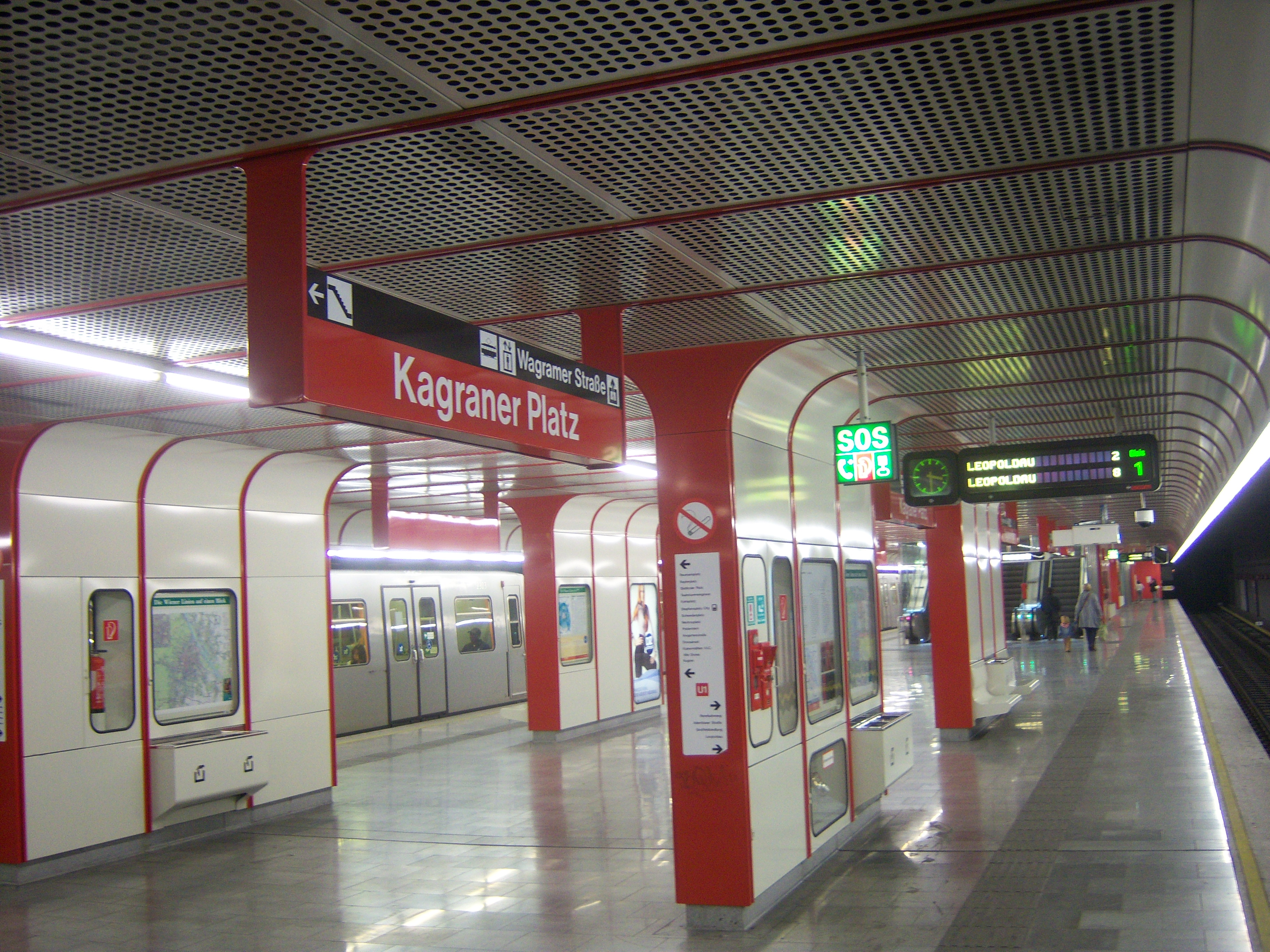

### Intermodalité
À proximité une station du tramway de Vienne est desservie par la ligne 26 et des arrêts de bus urbains sont desservies par les lignes 23A, 24A, 31A et des bus régionaux.